# Ondřej Mihálik
Ondřej Mihálik, né le 2 avril 1997 à Jablonec nad Nisou en Tchéquie, est un footballeur tchèque qui évolue au poste d'avant-centre au FC Slovácko.

## Biographie

### FK Jablonec
Pur produit du centre de formation du FK Jablonec, club de sa ville natale, c'est sous ces couleurs qu'il débute en professionnel. Il dispute son premier match avec les pros en coupe de Tchéquie, lors d'une victoire de son équipe 1-2 contre le FK Dobrovice, le 6 septembre 2014. En championnat, c'est le 18 octobre de la même année qu'il réalise ses premiers pas, lors d'un match nul 1-1 face au SK Slavia Prague. 
En 2015, il est brièvement prêté au FC Vlašim, où il joue quelques matchs.
Il inscrit son premier but dans l'élite du football tchèque le jour de ses 19 ans, le 2 avril 2016, face au FC Fastav Zlín. Jablonec s'impose par 3 buts à 1.

### AZ Alkmaar
Le 25 janvier 2018, lors du mercato hivernal, Ondřej Mihálik signe en faveur du club néerlandais de l'AZ Alkmaar contre une somme de 1,5 million d'euros. Il s'engage pour une durée de quatre ans et demi. Il est rapidement utilisé par son nouveau club, qui le fait jouer trois jours plus tard, le 28 janvier en championnat, lors d'une victoire face au Willem II Tilburg (0-2). Toutefois, il se blesse dès le mois de février, une blessure qui le tiendra éloigné des terrains pendant de longs mois.

### Viktoria Plzeň
Il est prêté pour la saison 2019-2020 au Viktoria Plzeň.
Le 26 juin 2020 il est transféré définitivement au Viktoria Plzeň, avec lequel il signe un contrat de trois ans.

### Dynamo České Budějovice
Le 2 juillet 2021 il est prêté pour une saison au Dynamo České Budějovice.

### FC Slovácko
Toujours pas dans les plans du Viktoria Plzeň, Ondřej Mihálik quitte définitivement le club à l'été 2022. Il s'engage le 10 août 2022 en faveur du FC Slovácko, signant un contrat courant jusqu'en juin 2025.

### Carrière en sélection nationale
Avec les moins de 19 ans, il est à plusieurs reprises capitaine de la sélection, et inscrit deux doublés : contre l'Arménie en octobre 2015, puis contre les Pays-Bas en novembre de la même année.
Ondřej Mihálik honore sa première sélection avec l'équipe de Tchéquie espoirs face à la Slovaquie le 24 mars 2017 (victoire 4-1 des Tchèques). Il inscrit son premier but avec les espoirs le 9 octobre 2017, contre la Croatie, où il joue la première mi-temps (victoire 5-1 des Tchèques).